# Hypsugo vordermanni
Hypsugo vordermanni is een zoogdier uit de familie van de gladneuzen (Vespertilionidae). De wetenschappelijke naam van de soort werd voor het eerst geldig gepubliceerd door Jentink in 1890.

## Voorkomen
De soort komt voor in Brunei, Indonesië en Maleisië.